# ジュネス・ミュジカル・ロマニア主催ブカレスト国際音楽コンクール
ジュネス・ミュジカル・ロマニア主催ブカレスト国際音楽コンクールはルーマニアの首都ブカレストで行われる、国際音楽コンクール。

## 概要
一般的にはブカレスト青年国際音楽コンクールと呼ばれることが多いが、これは正式名称ではない。ジュネス・ミュジカル・ロマニアはジュネス・ミュジカルとは全く違い、1990年に共産主義政権の崩壊後独自に設立された音楽協議会である。従ってこの機関は、文献によってはルーマニア青少年音楽協議会と翻訳されることもある。
主に就学中の音楽家の支援を行うのが目的の国際コンクールである。ピアノ、ヴァイオリン、フルート、クラリネットの器楽部門はAからDまでのカテゴリーに年齢別に分かれている。作曲のみ35歳以下の部門しかない。2006年度までは、ピアノ、クラリネット、作曲の三部門と、ヴァイオリン、フルート、作曲の三部門が、各隔年で開催されていた。
審査員は各国の音楽院で教職に就く者から、適度に指名されて選ばれている。演奏部門は日本人の審査員も毎年一人は選ばれていた時期もあった。辻本聡子(2004年、クラリネットD部門第二位)、山本和智(2005＆2006年、作曲A部門入選)など、日本人の入賞率も高かった。
2006年度閉幕後大きく規約が変更され、2007年度はヴァイオリンと作曲の二部門しか開催されなかった。現在は、隔年で開催しており正式名称が「ジュネス・ミュジカル・ロマニア主催ブカレスト国際音楽コンクール・ディヌ・リパッティ」に変更された。

## 過去の受賞者
- 作曲
  - HPのリニューアル後に最終順位の記載が誤っていることが多数[3][4]あるので、web.archive.orgを使用されたい。
- ホルン
- トランペット
- クラリネット
- フルート
- ヴァイオリン
- ピアノ